# Schönemann (Familienname)
Schönemann ist ein deutscher Familienname.

## Herkunft und Bedeutung
Schönemann ist ein Übername zu mittelhochdeutsch schœn, mittelniederdeutsch schōne mit der Bedeutung „herrlich, glänzend, hell, weiß, fein“ und mittelhochdeutsch, mittelniederdeutsch man mit der Bedeutung „Mann, Mensch“.

## Verbreitung
Der Name Schönemann kommt in Sachsen-Anhalt und Thüringen gehäuft vor.

## Belege
- Ca. 1170–1190: Godefridus Sconeman belegt in Köln
- 1266/1325: Alexander Sconeman belegt in Halle

## Namensträger
- Anne Sarah Schönemann (* 1979), deutsche Schauspielerin
- Bernd Schönemann (* 1954), deutscher Historiker und Geschichtsdidaktiker
- Carl Schönemann (1854–1920), deutscher Augenarzt, Verbandsfunktionär und Politiker
- Carl Traugott Gottlob Schönemann (1765–1802), deutscher Jurist, Philologe und Diplomatiker
- Dorle Schönemann (* 1911), deutsche Schwimmerin
- Franz Schönemann (Politiker) (1868–1953), deutscher Jurist und Politiker, MdL Braunschweig
- Franz Schönemann (Schauspieler) (1880–1960), deutscher Schauspieler
- Friedrich Schönemann (Verwaltungsjurist) (1801–1874), deutscher Verwaltungsjurist
- Friedrich Schönemann (Amerikanist) (1886–1956), deutscher Literaturwissenschaftler
- Fritz Schoenemann (1887–1964), deutscher Berghauptmann
- Heinz Schönemann (* 1934), deutscher Kunsthistoriker und Kunstsammler
- Hannes Schönemann (* 1946), deutscher Regisseur
- Hans-Georg Schönemann (* 1946), deutscher Fußballspieler
- Herbert Schönemann (1936–2019), deutscher Kunsthistoriker
- Hinnerk Schönemann (* 1974), deutscher Schauspieler
- Horst Schönemann (1927–2002), deutscher Regisseur
- Johann Friedrich Schönemann (1704–1782), deutscher Schauspieler und Theaterdirektor
- Karl Philipp Christian Schönemann (1801–1855), deutscher Bibliothekar, Philologe und Numismatiker
- Karl Schoenemann (1900–1984), deutscher Chemotechniker und Hochschullehrer
- Lili Schönemann (1758–1817), Goethes Verlobte
- Sibylle Schönemann (* 1953), deutsche Regisseurin
- Sonja Schönemann (* 1978), deutsche Drehbuchautorin
- Theodor Schönemann (1812–1868), deutscher Mathematiker
- Werner Schönemann (1911–2003), deutscher SS-Hauptsturmführer